# 新的命令

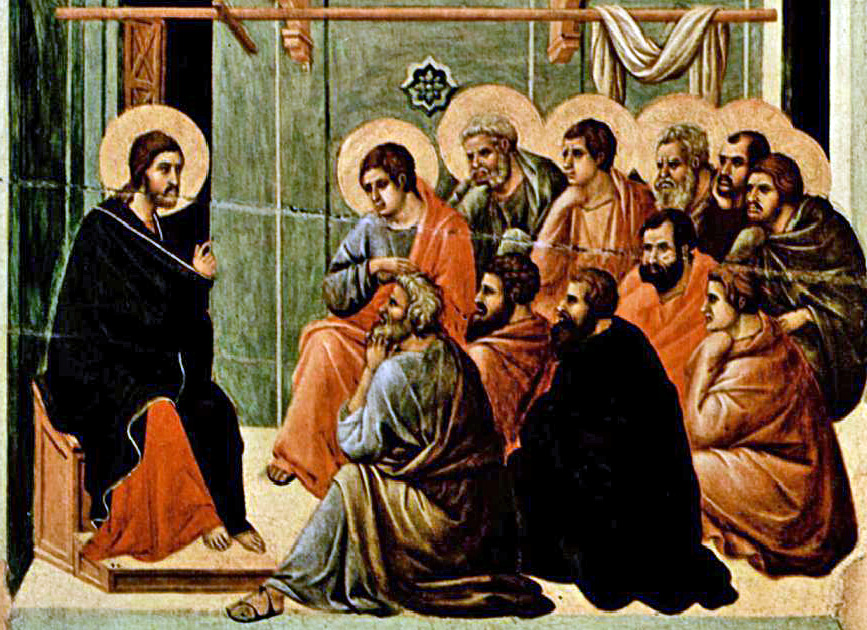
在最后的晚餐中，耶稣向剩余的十一个门徒发表告别的话，杜喬·迪·博尼塞尼亞于Maesta，c。 1310.

新的命令，或作新的誡命，是一個基督教术语，用来描述耶稣在最后的晚餐结束，加略人犹大离开后，耶稣赐给门徒们的一条新的“彼此相爱”的誡命。
小子们，我还有不多的时候与你们同在；后来你们要找我，但我所去的地方你们不能到。这话我曾对犹太人说过，如今也照样对你们说。我赐给你们一条新命令，乃是叫你们彼此相爱。你们若有彼此相爱的心，众人因此就认出你们是我的门徒了。——约翰福音13章33-35节(和合本)
这一命令在新约13次出现在12节不同经文中。这一命令也可以被看作是耶稣在告别话语中对门徒的最后的愿望。
根据史考特·韓的观点，托拉教导人性的爱，耶稣命令向他人神性的爱，耶稣自己的慈悲行为为此树立了榜样。

## 约翰福音
两个类似的陈述也出现在约翰福音第15章：
- 约15:12:你们要彼此相爱，像我爱你们一样，这就是我的命令。

- 约15:17:我这样吩咐你们，是要叫你们彼此相爱。

## 其他新约相关经文

### 约翰书信
约翰书信中包括其他类似的段落。
- 约翰一书 3：11：我们应当彼此相爱，这就是你们从起初所听见的命令。

- 1约翰一书 3:23: 神的命令就是叫我们信他儿子耶稣基督的名，且照他所赐给我们的命令彼此相爱。

### 保罗书信
保罗书信中也包含类似的引用。
- 罗马书 13:8: 凡事都不可亏欠人，唯有彼此相爱，要常一位亏欠，因为爱人的就完全了律法。

### 彼得前书
彼得前书有相似的话：
- 1彼得1:22:...你们被教导要彼此相爱。

## 参看
- 最大的诫命
- 基督的爱
- 新约
- 十诫
- 基督的律法